# 三角海花介
三角海花介（学名：Pontocythere triangulata）为荊花介科海花介屬下的一个种。